# 中乗橋
中乗橋（なかのりばし）は、碓氷川に架かる人道橋である。

## 概要
高崎市中豊岡町と同市乗附町を結ぶ橋長70.2ｍ、幅員1.8ｍの木橋で、洪水の際に橋桁部分が流失することを考慮した流れ橋として設計されている。橋脚はH鋼製で8本（9径間）を有し、その上に木製の橋桁が載る構造である。
中豊岡町側からは碓氷川に平行する国道18号沿いに所在するが、橋が架かるのは堤外地であるため堤防に上らなければ視認出来ない。乗附町側には県道49号（少林山通り）が走るがこちらも道路上から橋の存在を確認することは出来ず、高崎市動物愛護センターの少林山通りを挟んで向かいにある未舗装の小径を川に向かって進んで行くと到着する。
2019年（令和元年）10月12日に令和元年東日本台風（台風19号）の影響で橋桁部分および橋脚3基が流失して以降は通行不能となっていたが、復旧工事が行われ2021年（令和3年）2月22日から利用を再開した。この際の工事費用は6100万円であった。